# Can Fabes

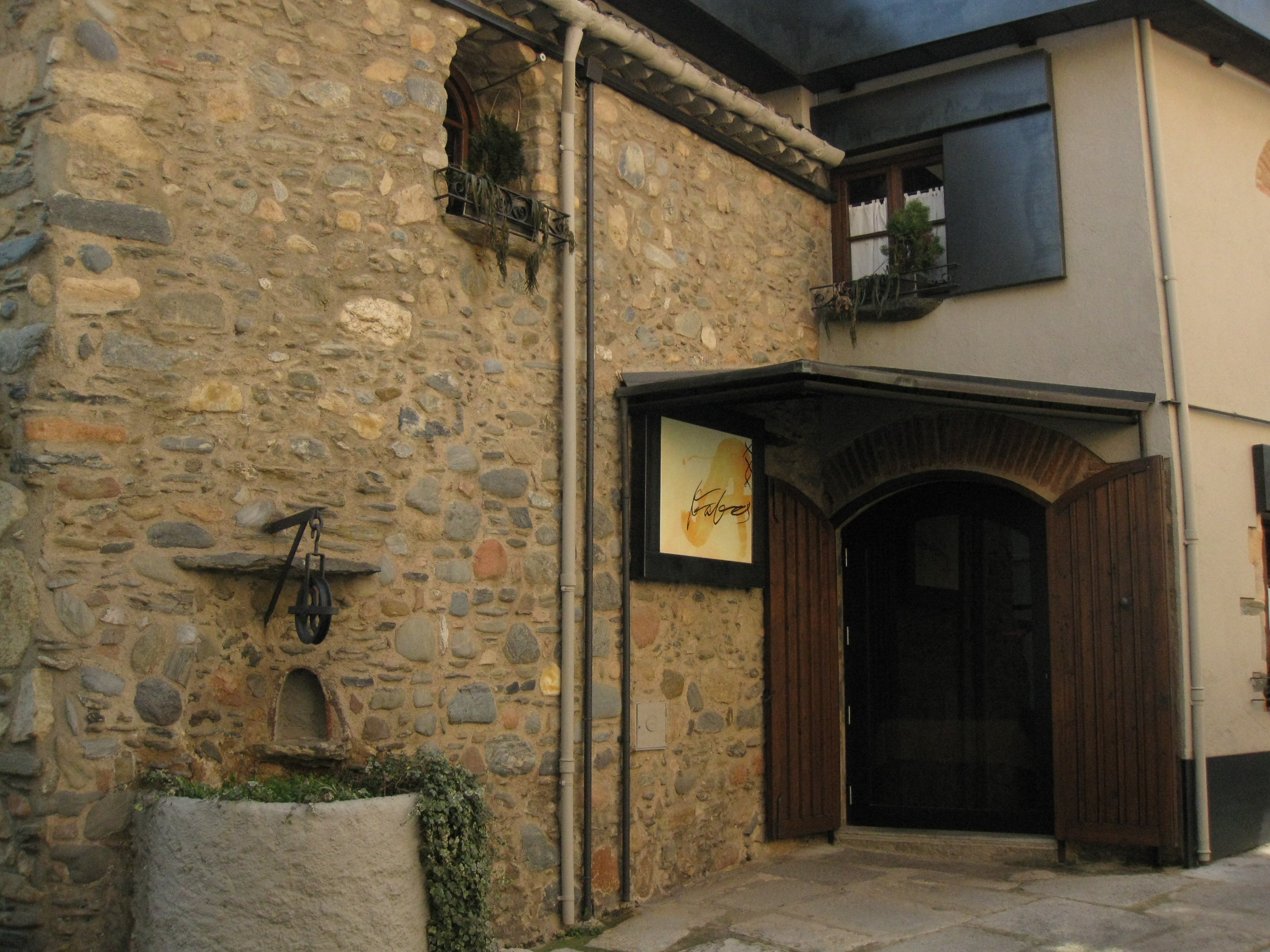
Ingang van het restaurant

Can Fabes was een restaurant in Sant Celoni, Catalonië. De kok was Santi Santamaría (1957-2011).
Can Fabes werd in 1981 geopend als informele bistro die maaltijden serveerde aan bezoekers van de plaatselijke markt. In 1988 werd het restaurant bekroond met een Michelinster. In 1990 volgde een tweede ster. In 1994 kreeg het restaurant drie sterren.
In augustus 2013 ging het restaurant dicht. Twee jaar eerder, in 2011, was de chef Santamaría overleden.